# Sinusoida Krzyżanowskiego

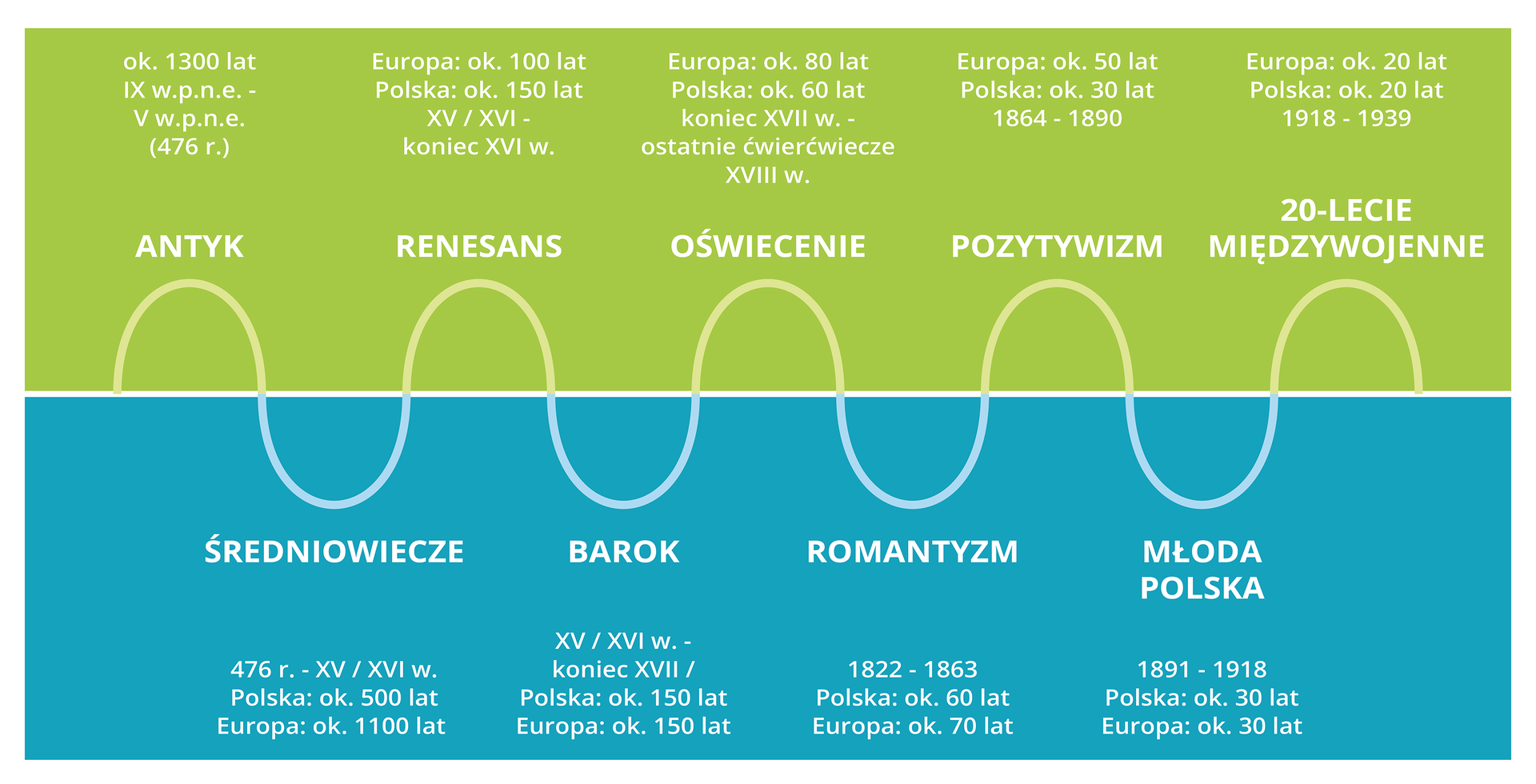
Sinusoida Juliana Krzyżanowskiego. Nad osią znajdują się „epoki jasne”, a pod nią „epoki ciemne”.

Sinusoida Krzyżanowskiego – wykres, który przedstawia odmienność danych epok literackich, które występują po sobie, a także podobieństwa epok występujących naprzemiennie. Dzieli on epoki na te racjonalne, w których dominuje rozum i wiedza, a także te irracjonalne, gdzie główną rolę pełnią wiara, emocje i intuicja.

## Założenia sinusoidy
Zgodnie z założeniami epoki, które znajdują się nad wykresem są „epokami jasnymi”, w których głoszone były hasła i wartości takie, jak: nauka, rozum, doświadczenia, harmonia, naukowość, empiryzm, materializm, ład, zrozumienie świata, antropocentryzm. Do epok jasnych zalicza się: antyk, renesans, oświecenie, pozytywizm, XX-lecie międzywojenne.
Z drugiej strony „epoki ciemne” znajdujące się pod osią, odnoszą się do epok, gdzie m.in. głoszonymi hasłami i wartościami były: teocentryzm, wiara, intuicja, irracjonalizm, uczucia, mistycyzm, emocje, duchowość, niepokój, chaos, fantastyka (epoki ciemne to natomiast: średniowiecze, barok, romantyzm, młoda polska, wojna i okupacja.)

## Historia
Stworzona przez Juliana Krzyżanowskiego w 1938 roku w rozprawie w Barok na tle prądów romantycznych. Została ona stworzona w oparciu o Wölfflinowską teorię przemienności prądów.

## Wady
Jako potencjalne wady sinusoidy Krzyżanowskiego wymienia się:
- Układ epok może się różnić w zależności od kraju (przykładowo w Polsce nie istniał antyk, a w literaturze rumuńskiej barok)
- Epoki znacznie różnią się okresem trwania, mimo iż wykres sugeruje podobny czas trwania (średniowiecze trwało ponad 1000 lat, natomiast dwudziestolecie międzywojenne trwało mniej niż 20 lat)
- Czas rozpoczęcia i zakończenia epoki może się różnić, dodatkowo sugeruje, iż wszystkie epoki były jednolite pod względem treści